# A Ridin' Romeo
A Ridin' Romeo is een Amerikaanse western uit 1921. De stomme film is verloren gegaan. De film werd in Nederland uitgebracht onder de titel Een razende Roland.

## Verhaal
Jim Rose (Tom Mix) werkt op een ranch en wordt verliefd op de dochter van zijn baas, Mabel (Rhea Mitchell). De rancher, King Brentwood (Harry Dunkinson), ziet echter niets in deze liefde. Toch heeft hij wel iets anders aan zijn hoofd: een weduwe heeft hem aangeklaagd voor het breken van een belofte. Als hij hoort dat de vrouw bij hem wil langskomen, probeert hij haar tegen te houden door te doen alsof haar postkoets wordt overvallen. In de hoop alsnog de toestemming van zijn schoonvader te krijgen, besluit Jim de weduwe te 'redden' van haar 'overvallers'. De dankbare vrouw weet Brentwood ervan te overtuigen het stel toch te laten trouwen.

## Rolverdeling
| Acteur           | Personage           |
| ---------------- | ------------------- |
| Tom Mix          | Jim Rose            |
| Rhea Mitchell    | Mabel Brentwood     |
| Pat Chrisman     | Highlow, de indiaan |
| Sid Jordan       | Jack Walters        |
| Harry Dunkinson  | King Brentwood      |
| Eugenie Forde    | Queenie Farrell     |
| Minnie Devereaux | Squaw               |
| Tony het paard   | Tony                |